# 매일 그대와 (경기방송)
《반승원의 매일 그대와》는 2016년 5월 9일부터 반승원의 진행으로 경기방송에서 방송되고 있는 라디오 프로그램이다. 프로그램 신설 이후부터 2016년 5월 6일까지는 2013년 대국민 DJ 및 작가 오디션 방식으로 실시된 <라디오스타 시즌2 DJ부문 대상> 출신 송유미 DJ가 오후 8시부터 2시간동안 진행하였다. 이후, 2016년 봄철 개편으로 인하여 오후 4시~저녁 6시로 시간대를 옮겨 현재 DJ인 반승원 부장이 진행하고 있다.
"기분좋게, 괜찮은 오후" 매일그대와는, 청취자의 사연과 신청곡으로 2시간을 채워나간다. 거의 매일 생방송으로 진행되며 문자 #0999(100원의 유료문자)로 방송에 참여할 수 있다.

## 역대 DJ
- 송유미 (DJ) - 2014년 5월 8일 ~ 2016년 5월 6일
- 반승원 (경기방송 부장) - 2016년 5월 9일 ~ 2019년 1월 4일

## 코너

### 매일 코너
- 사연과 신청곡
- 미자씨와 떠나는 상상여행
- 매일그대와 행복 한 입
- 내마음의 노크
- 들으며 세계속으로
- 금요라이브

| KFM 경기방송                                                |                                                      |                                                            |
| 이전                                                        | 반승원의 매일 그대와 (주중) 김란아의 스윗뮤직 (주말) | 다음                                                       |
| 장벽진의 바운스 바운스 (주중) 김동혁의 골든박스 탑텐 (주말) | 반승원의 매일 그대와 (주중) 김란아의 스윗뮤직 (주말) | 시사999 (주중) 경기방송 저녁종합뉴스 (주말)                |
| 오후 2시 ~ 오후 4시                                         | 오후 4시 ~ 오후 6시 (주중)                           | 오후 6시 ~ 오후 8시 (주중) 오후 6시 ~ 오후 6시 30분 (주말) |
|                                                             |                                                      |                                                            |